# Polycentropus eviratus
Polycentropus eviratus là một loài Trichoptera hóa thạch trong họ Polycentropodidae.